# 郡司
郡司（日语：／）是日本律令制下的地方官，负责治理律令国内的各郡。在中央官僚或国司的领导下，郡司负责郡内的行政事务，通常由当地的有力者世袭担任。  
在律令制推行之初，古代的地方豪族的统治权（领主权）被中央政府收归国有。这些豪族被任命为地方行政官（郡司），按照古老的氏族制度管理村落事务。